# Saint-Pierre-d'Entremont (Saboia)
Saint-Pierre-d'Entremont é uma comuna francesa na região administrativa de Auvérnia-Ródano-Alpes, no departamento de Saboia. Estende-se por uma área de 32,31 km². Em 2010 a comuna tinha 471 habitantes (densidade: 14,6 hab./km²).